# Norrmalmstorg

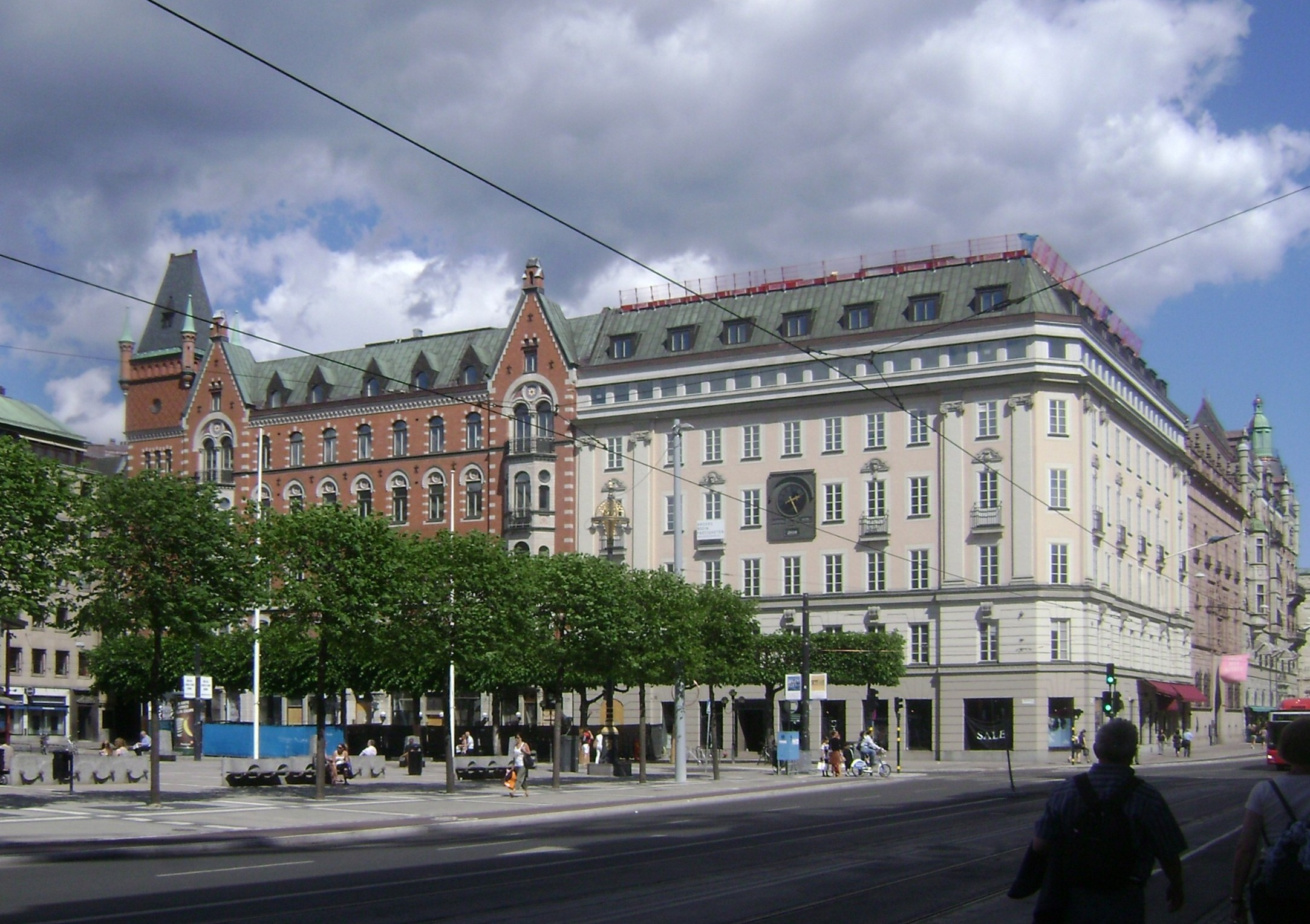
Norrmalmstorg, vy mot öster och Kvarteret Skravelberget mindre.

Norrmalmstorg (historiskt Packaretorget och även Fiskartorget) är ett torg mellan Hamngatan och Smålandsgatan på Norrmalm i centrala Stockholm. Torget fick sitt nuvarande namn 1853.
Här återfinns bland annat Citypalatset, Svenska Lifs hus, MEA-huset, Nobis Hotel och Palmhuset med café och Pressbyråkiosk. Spårvägen Djurgårdslinjen har en av sina ändhållplatser vid torget. Norrmalmstorg är även en prestigefull adress för många företag, och bland annat återfinns här det svenska huvudkontoret för Danske Bank.
På före detta Kreditbankens hus vid torgets östra sida sitter ett kalenderur som förutom klockslaget visar veckodag, månad och år. Uret tillverkades av G.W. Linderoths urfabrik och satt ursprungligen på husfasaden ovanför urfabriken på Drottninggatan 28 från slutet av 1800-talet till 1968 då huset revs. Uret monterades åter upp 1975 på nuvarande plats.

## Historik

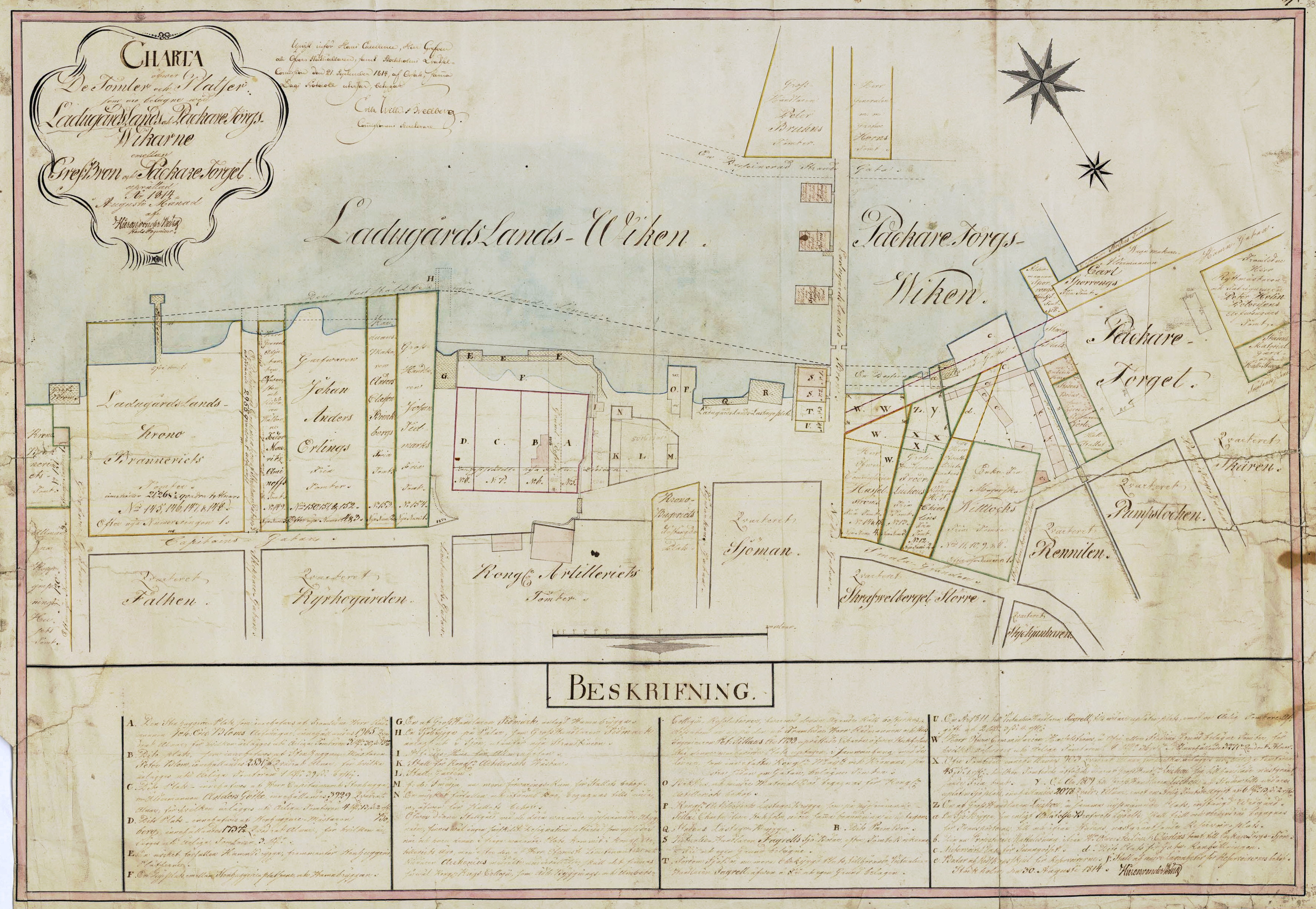
Dåvarande Packaretorget på högra sidan av kartan från 1814.

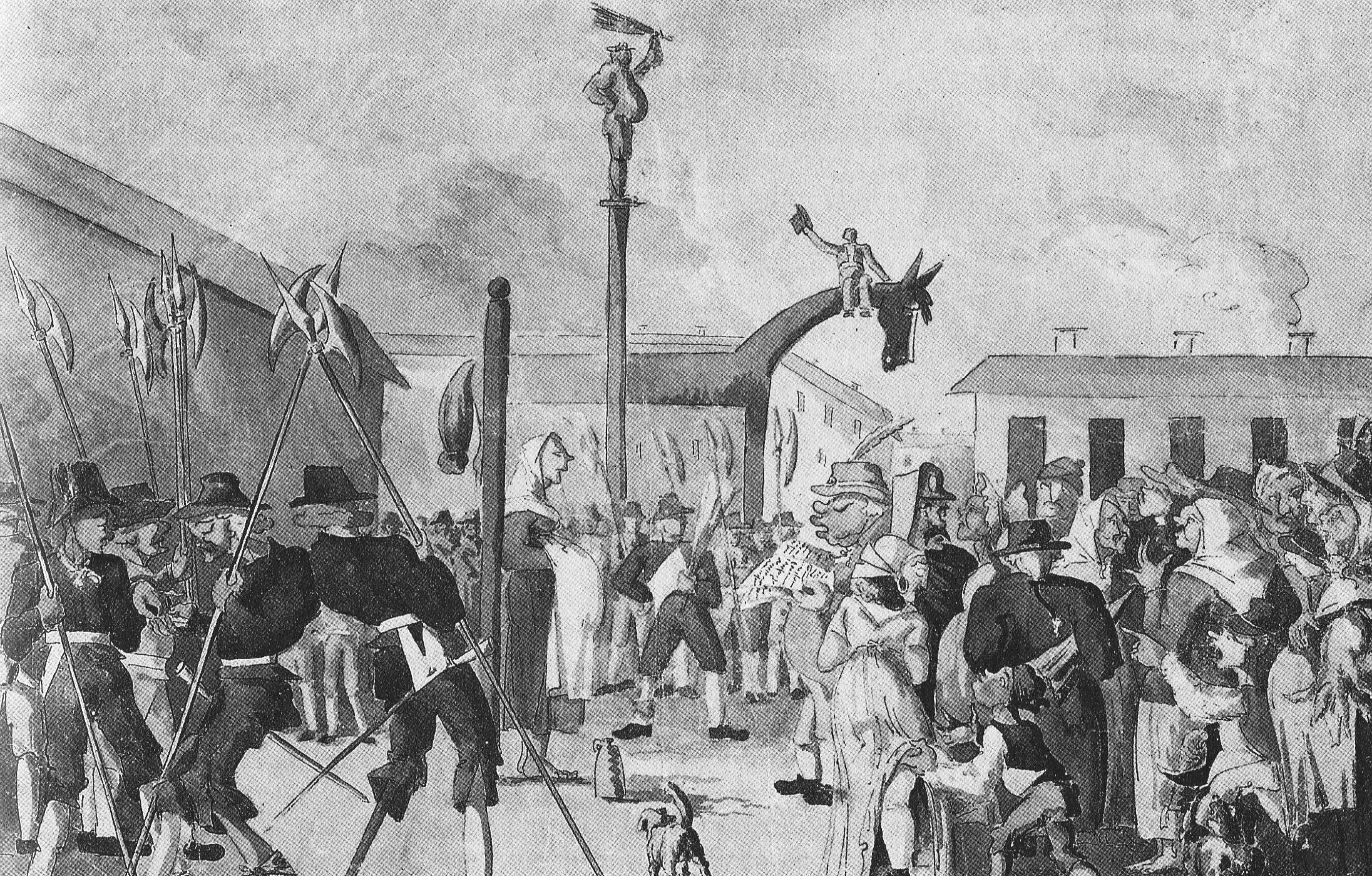
Packaretorget, Carl Jakob Mörk, 1807.

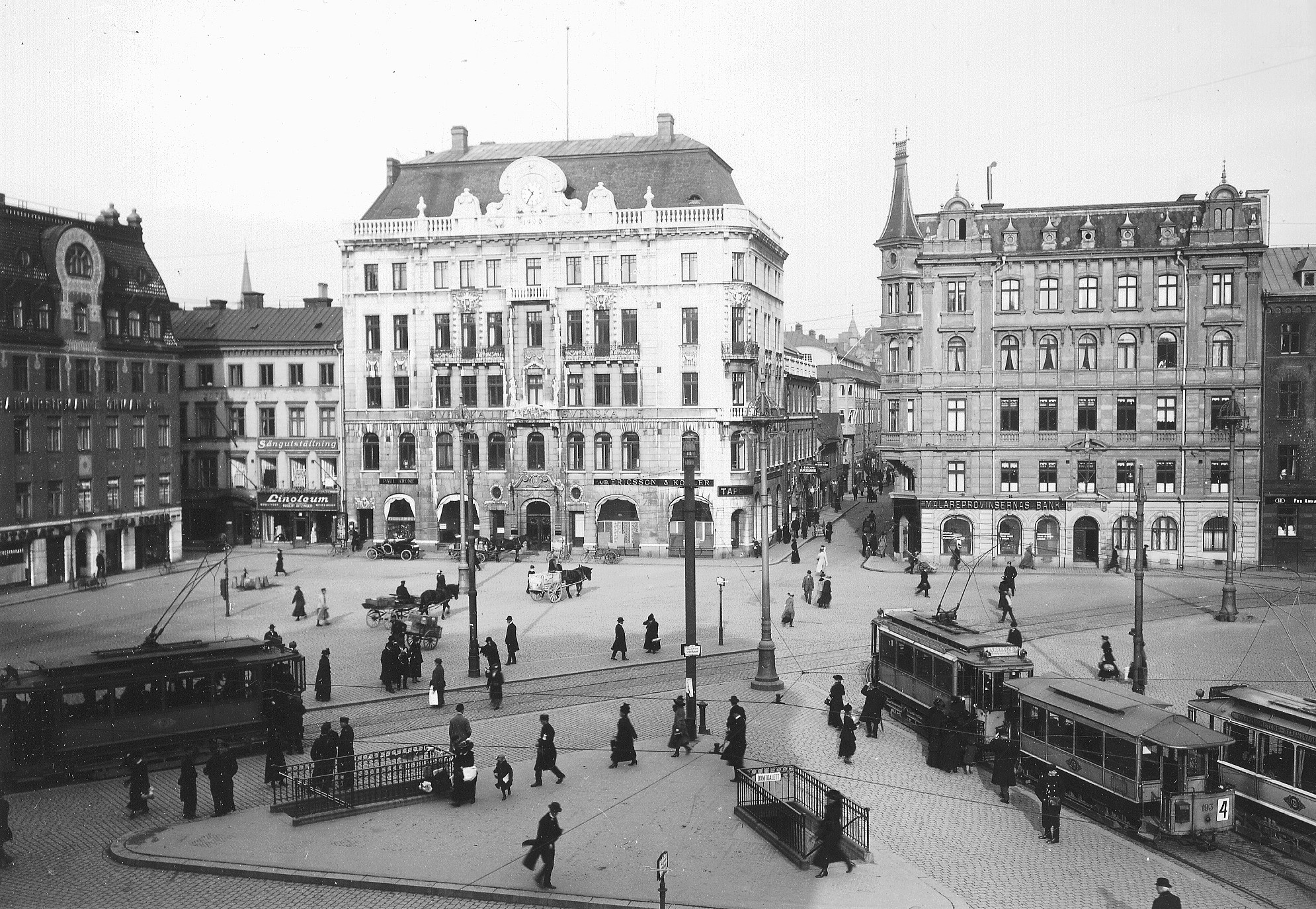
Norrmalmstorg mot norr omkring 1920.

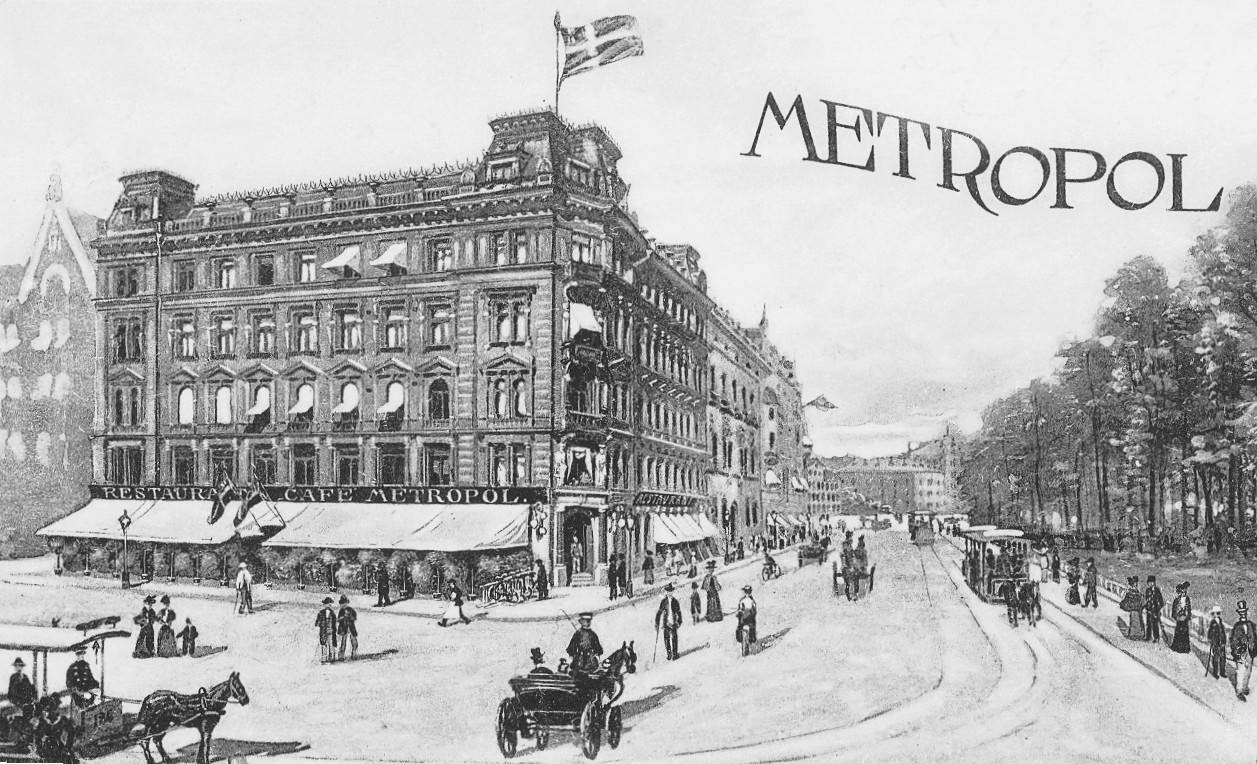
Restaurant Metropol, cirka 1910.

Före Stockholms grundläggning fanns i trakten en livaktig by som hette Ekeby. Nybroviken, som då sträckte sig längre in, var dess naturliga hamn med djupt vatten och Ekebyborna bedrev handel på långt håll. Själva byns exakta läge är aldrig klarlagt.
Ända fram till 1800-talet låg torget i direkt anslutning till en av de två hamnar som fanns. Då hette torget Packaretorget efter ett packarhus, som låg här och dit all fisk som kom in till hamnen transporterades för att besiktas och ompackas. På grund av fiskhanteringen på 1600-talet kallades torget också sporadiskt för Fiskartorget, men då det redan tidigare funnits ett torg med det namnet upphörde det namnet i slutet av 1600-talet.
Innan Nybrovikens inre fylldes ut under 1800-talet låg torget i anslutning till en av de två hamnar, som omtalas i ett privilegiebrev från 1642 och till vilka man hänvisade alle skärekarlar, som komma medh fisk uthur skären, så och alle Ålandsboer och de, som i finske skären bo. 
Mellan 1776 och 1810 stod Stortorgets Kopparmatte på Packaretorgets skampåle och skulle varna allmänheten för att begå brott. Där fanns även Trähästen som var en hög, hästliknade figur med vass rygg där de bestraffade fick rida med tyngder på fötterna. Det var åkare som gjort sig skyldiga till brott mot skjutstaxorna som straffades här. På en akvarell av Carl Jakob Mörk syns livet på Packaretoget 1807 med Kopparmatte och Trähästen.
Med tiden hade Nybrovikens mynning grundats igen och en otäck stank spreds därifrån. Fisklukten blandades med dunster från latrinupplagen och avskrädeshögarna, och i folkmun kallades vattensamlingen Katthavet (katt = gyttjig vattensamling). Under 1850-talet fyllde man igen det vattensjuka området och anlade där Berzelii park. Hamnen drogs ner till sin nuvarande plats. I samband med detta fick torget 1853 namnet Norrmalmstorg och därmed återupplivade man det namn som tidigare varit knutet till Gustav Adolfs Torg. I slutet av 1800-talet började kvarteren runt torget bebyggas med påkostade stenhus.

### Byggnader och kvarter (urval)
- Svenska Lifs hus
- Citypalatset
- Hufvudstadens förra huvudkontor
- MEA-huset
- Kvarteret Rännilen
- Kvarteret Skravelberget mindre

### Upprustning
Efter att bebyggelsen på torget blivit alltför vildvuxen beslöt staden 1992 att torget skulle återfå sin tidigare karaktär. Ungefär samtidigt drogs även museispårvägen (Djurgårdslinjen) hit och det nya Palmhuset uppfördes. Ombyggnaden, som bekostades huvudsakligen av fastighetsägarna runt torget, kostade omkring 11 miljoner kronor. Torgets ursprungliga belysning kom på plats igen. Den består av fyra vackra guldfärgade jugendinspirerade kandelabrar på höga stolpar som sattes upp 1911 och togs ner i samband med en ombyggnad 1967 för högertrafik. 
Nu kom de på plats igen, dock kopior tillverkade efter Gustaf de Frumeries bevarade ritningar eftersom originalarmaturerna hade kommit bort. Torgets nya mönsterlagda stenbeläggning återskapades också, den hade ursprungligen ritats av dåvarande stadsträdgårdsmästaren Holger Blom. Den konstnärliga utsmyckningen består av Björn Selders fontänskulptur Frihetens källa och Ebba Hedqvists Laura.

### Kriminalhistoria
Norrmalmstorg blev känt långt utanför Stockholm i samband med Norrmalmstorgsdramat 1973, då bankrånare tog gisslan i Sveriges Kreditbankens bankkontor vid torget och även begreppet Stockholmssyndrom myntades.

## Populärkultur
- Norrmalmstorg är den dyraste gatan i den svenska upplagan av sällskapsspelet  Monopol.
- Filmen Norrmalmstorg hade premiär 2003 och skildrar händelserna kring Norrmalmstorgsdramat 1973.

## Norrmalmstorgs fyra sidor

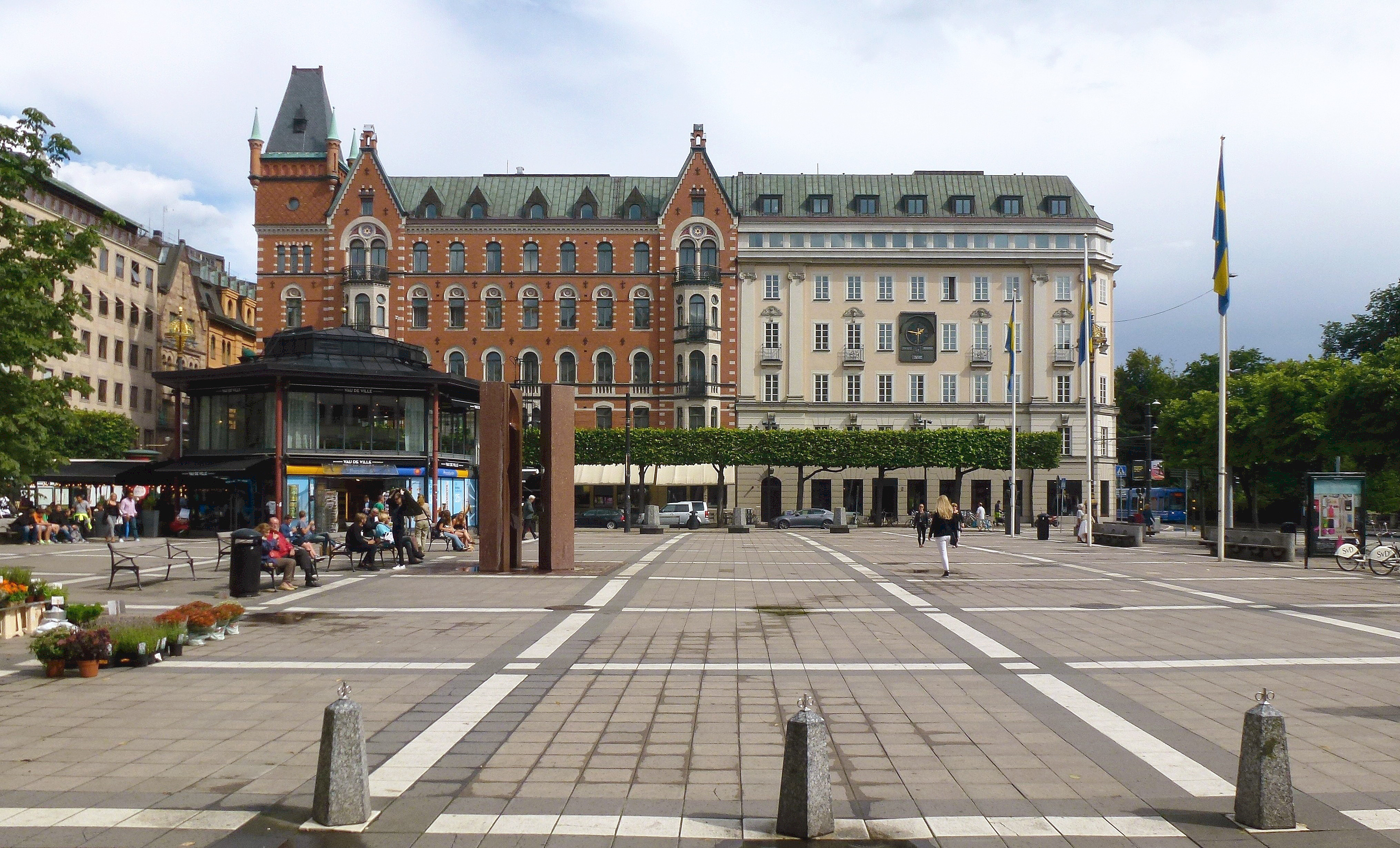
Norrmalmstorg mot öster.
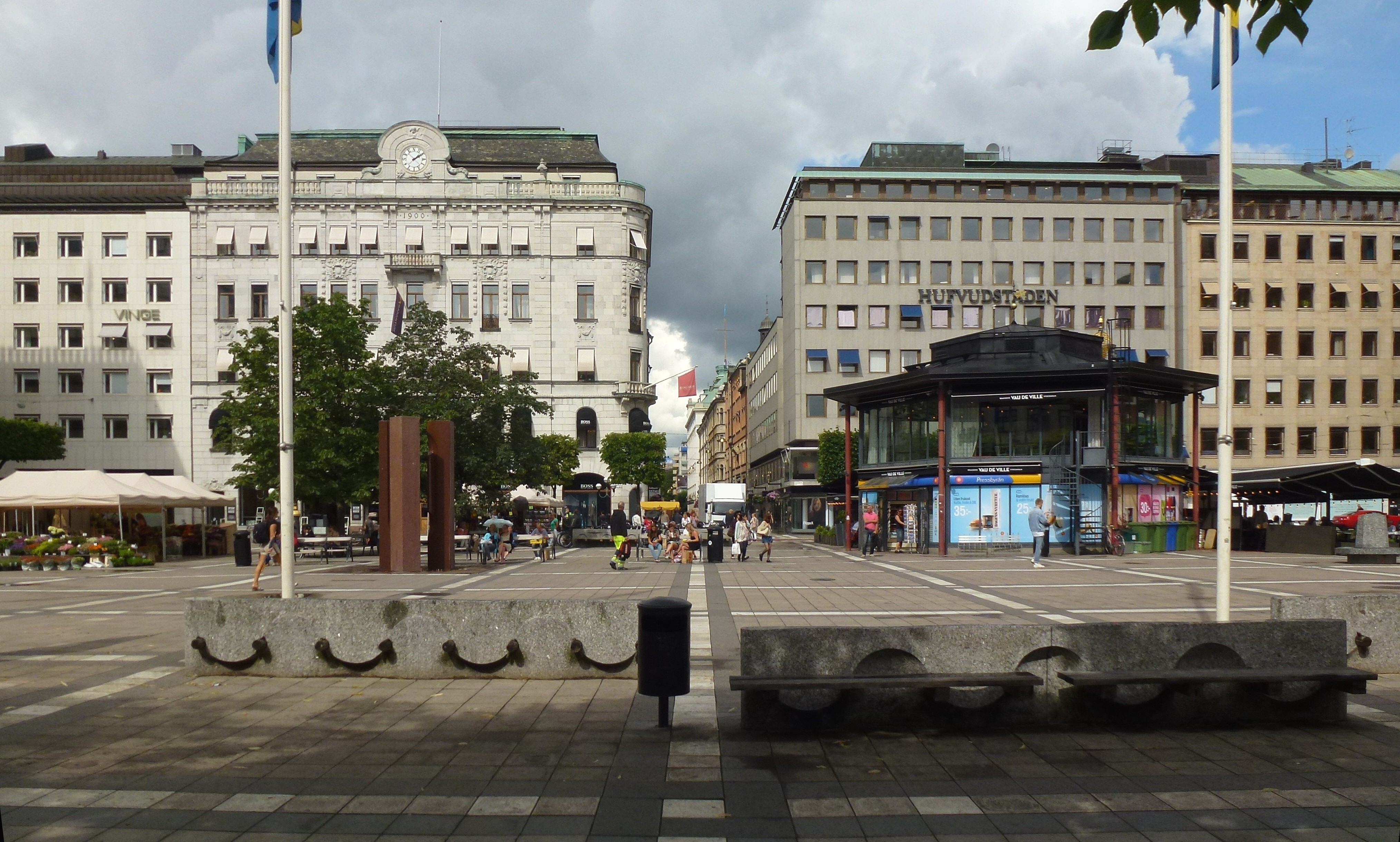
Norrmalmstorg mot norr.
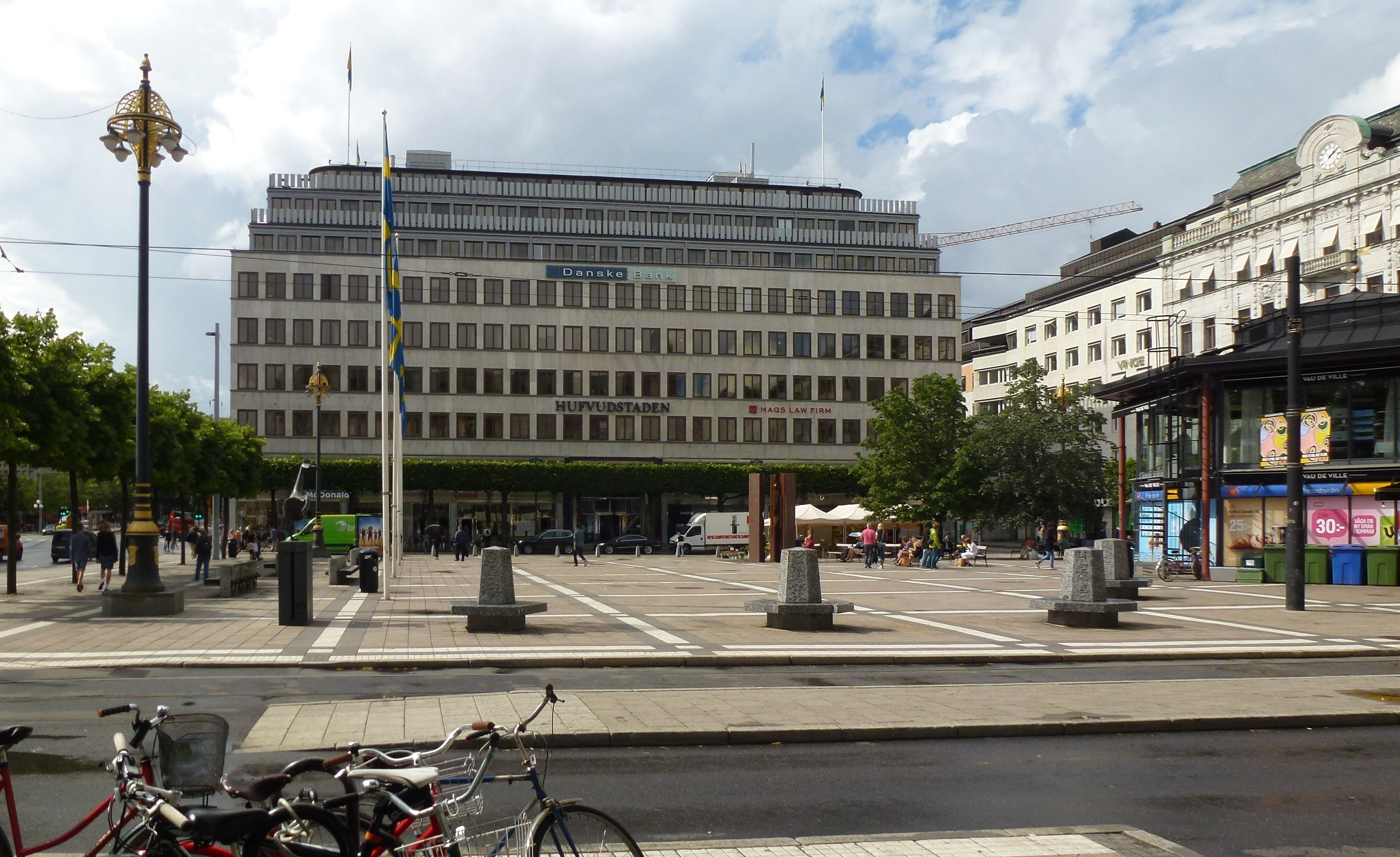
Norrmalmstorg mot väster.
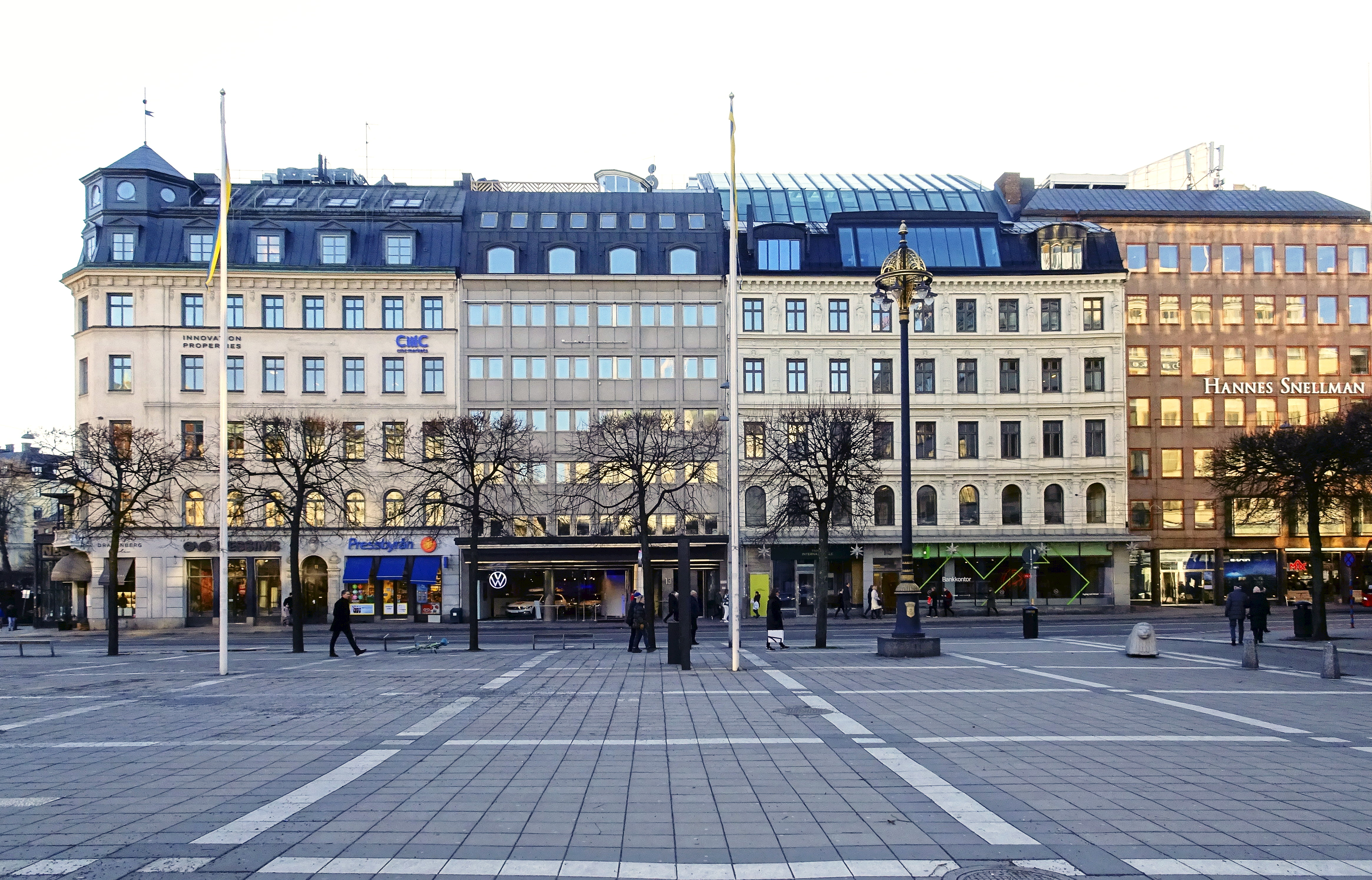
Norrmalmstorg mot söder.